# Wilfrid Kaptoum
Wilfrid Jaures Kaptoum (* 7. Juli 1996 in Douala) ist ein kamerunischer Fußballspieler.

## Vereinskarriere
Kaptoum begann seine Karriere bei der Samuel Eto’o Academy und wechselte im Jahr 2008 im Alter von 12 Jahren zu der Jugendabteilung des FC Barcelona. Im darauffolgenden Jahr spielte er ein Jahr auf Leihbasis für die Jugendabteilung des benachbarten Verein UE Sant Andreu. Nach einem Jahr kehrte er wieder zu Barcelona zurück und durchlief dort die Jugendmannschaften des Vereins. Im Jahr 2014 gewann er mit der U-19-Mannschaft des FC Barcelona die erstmals ausgetragene UEFA Youth League.
Seit der Saison 2013/2014 war Kaptoum Bestandteil des Kaders der zweiten Mannschaft des FC Barcelonas, dem FC Barcelona B. Bei der 0:2-Niederlage im ersten Saisonspiel gegen CA Osasuna am 23. August 2014 durfte er sein Profi-Debüt in der zweitklassigen Segunda División geben. Sein erstes Profi-Tor konnte er beim 4:1-Sieg gegen AD Alcorcón erzielen, als er zum zwischenzeitlichen 2:1 traf. Weil er trotzdem noch für die U-19-Mannschaft spielen durfte, kam er auch dort zum Einsatz, wie zum Beispiel in der UEFA Youth League 2014/15.
Seinen ersten Einsatz in der ersten Mannschaft absolvierte Kaptoum am 28. Oktober 2015, als er beim 0:0-Unentschieden gegen den FC Villanovense im Hinspiel der 4. Runde der Copa del Rey in der Startelf stand. Am 9. Dezember 2015 debütierte Kaptoum beim 1:1-Unentschieden gegen Bayer 04 Leverkusen am letzten Spieltag der Gruppenphase in der UEFA Champions League.
Ende Januar 2018 wurde sein Vertrag aufgelöst, und er wechselte zur zweiten Mannschaft von Betis Sevilla.

## Erfolge und Titel
- UEFA Youth League: 2014 (mit dem FC Barcelona)
- Spanischer Pokalsieger: 2016